# Kosmos 772
Kosmos 772 byl bezpilotní zkušební let kosmické lodi Sojuz 7K-S v roce 1975 uskutečněný pro armádní potřeby. V katalogu COSPAR dostal označení 1975-093A.

## Parametry mise
- Kosmická loď: Sojuz 7K-S
- Hmotnost: 6750 kg
- Posádka: žádná
- Start: 29. září 1975
- Přistání: 3. října 1975 4:10 GMT
- Perigeum: 154 km
- Apogeum: 245 km
- Sklon dráhy: 51,8°
- Doba letu: 3,99 dní

## Shrnutí manévrů
- 193 km x 270 km oběžnou dráhu až 195 km x 300 km na oběžné dráze. Delta V: 8 m/s Delta V:8 m / s
- 196 km x 300 km oběžnou dráhu až 196 km x 328 km na oběžné dráze. Delta V: 8 m/s Delta V:8 m / s

Celkem-Delta V:16 m / s